# Etapa de promoción del referéndum presidencial de Venezuela de 2016-2017

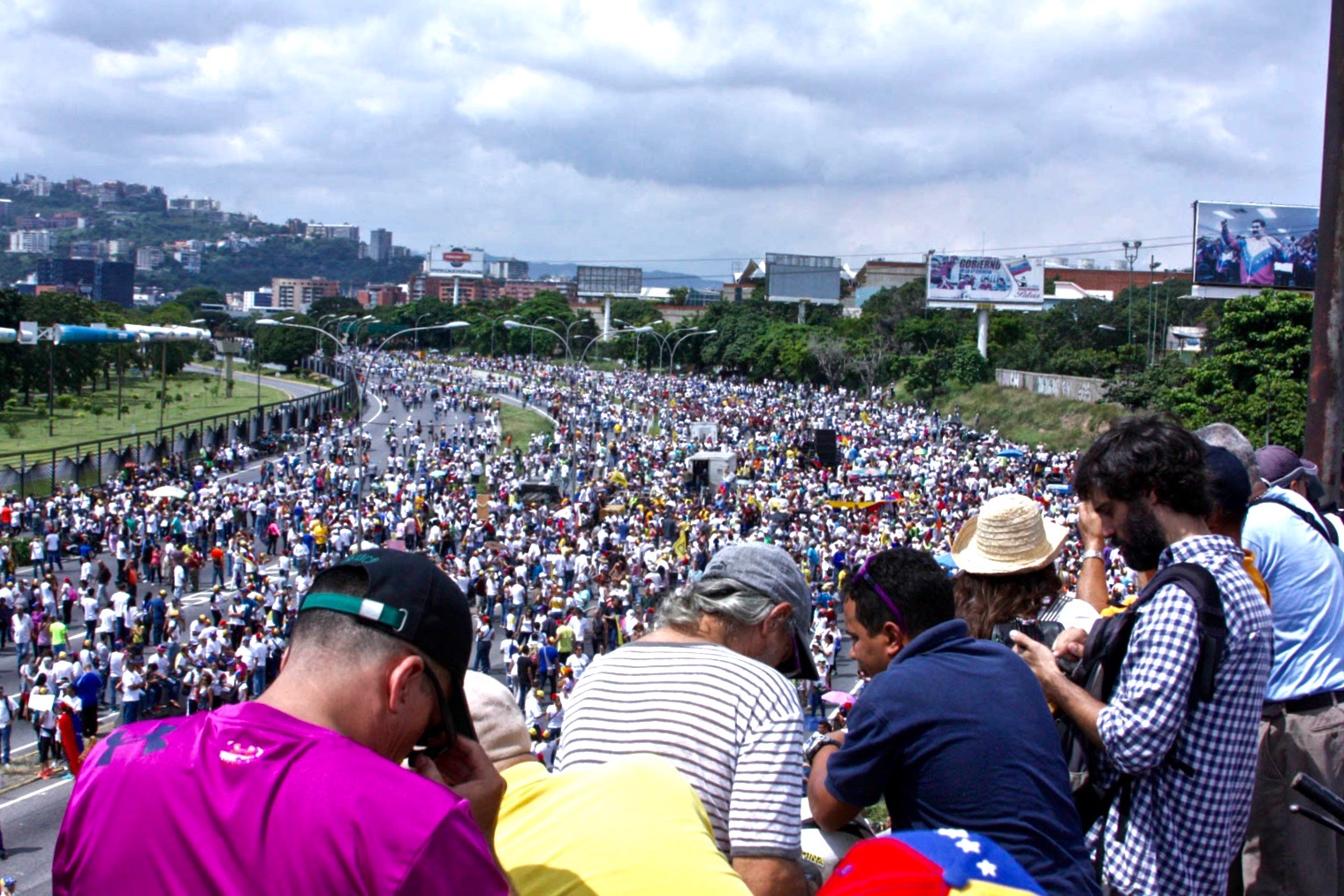
Huelga general en Venezuela de 2016 convocaba contra la suspensión del referéndum presidencial.

La etapa de promoción del referéndum presidencial de Venezuela de 2016-2017 fue la primera etapa del proceso destinado a revocar o confirmar, mediante un referéndum, el mandato presidencial de Nicolás Maduro.

## Solicitud de la planilla de la primera recolección de firmas
La coalición de partidos políticos opositores venezolanos Mesa de la Unidad Democrática (MUD) realizó la primera solicitud para la activación de la convocatoria de un referéndum revocatorio a principios de marzo de 2016, esperando de parte del Consejo Nacional Electoral (CNE) la entrega de un formato de planillas por medio de las cuales se debe recolectar un número de firmas de ciudadanos igual al 1 % del padrón electoral de Venezuela (aproximadamente 195 mil electores), el cual, de acuerdo con el reglamento instituido por dicho organismo en 2007, constituye la conformación de una "asociación de ciudadanos" facultados para la realización formal de la solicitud para la activación del proceso referendario que a su vez debería ser validado por una recolección de firmas igual al 20 % del registro electoral permanente (aproximadamente 4 millones de electores), junto con el reglamento con los protocolos para tal recolección, pero tal solicitud no fue atendida por el CNE bajo diferentes argumentos, siendo la penúltima de dichas solicitudes fue respondida por el CNE mediante un comunicado de prensa después ampliado en una entrevista de televisión por la presidenta del CNE Tibisay Lucena, donde aclaraba que la petición no había sido atendida porque a juicio del ente comicial, la solicitud de un referéndum revocatorio no podía ser tomado como un derecho de los partidos políticos sino "de los ciudadanos", y que por ello para la petitoria de las planillas para la conformación de la asociación ciudadana debían realizarse "asambleas ciudadanas" que tramitaran dicha solicitud. A juicio del constitucionalista José Ignacio Hernández, tal exigencia no contemplada en la normativa del CNE de 2007 constituiría una violación a la Ley Orgánica de Simplificación de Trámites Administrativos.
En respuesta a las exigencias del CNE, la MUD consignó como petitorio de asambleas ciudadanas una recolección de 2040 firmas de militantes de los partidos conformantes de la coalición que fue entregada al CNE el 12 de abril a fin de obtener como respuesta del ente comicial el formato de las planillas para recolección de firmas para la conformación de la asociación ciudadana exigida por el mismo. A pesar de las expectativas de la oposición, el CNE en sesión plena de sus rectores principales no entregó inmediatamente el formato de planillas solicitado por la MUD a fin de dedicar los días siguientes a la verificación de los recaudos entregados por la organización, sin dar a los medios de comunicación ninguna fecha tentativa para la respuesta definitiva a la solicitud, notificación altamente repudiada por el rector principal del CNE Luis Emilio Rondón y de dirigentes de oposición.
Interpretando las medidas del CNE como una estrategia dilatoria del proceso, orquestada desde el partido de gobierno, el líder de la oposición y gobernador del estado Miranda, Henrique Capriles, convocó a una movilización masiva para el 27 de abril en todas las capitales del país hacia sus respectivas sedes del CNE como medida de presión para exigir la entrega de las planillas para la conformación de la asociación ciudadana para convocatoria del referéndum, paralelamente teniendo lugar otras medidas de protesta, constituyendo la más polémica la de 7 diputados de la MUD ante la Asamblea Nacional (AN) quienes se encadenaron a la entrada de la sede principal del CNE en Caracas el 21 de abril bajo la promesa de permanecer ahí hasta que fuesen entregadas las planillas. Tal protesta fue sin embargo rápidamente suspendida por efectivos de la Guardia Nacional Bolivariana (GNB) que sacaron forzosamente a los diputados de la sede del CNE. Diferentes corresponsales de medios de comunicación denunciaron ser atacados físicamente por la GNB mientras cubrían los acontecimientos, mientras que en días posteriores el Defensor del Pueblo y exgobernador por el PSUV del estado Anzuategui Tarek William Saab aseguró, mientras repudiaba las agresiones contra periodistas, que los diputados que protestaban encadenados en el CNE habían agredido a trabajadores de la institución, acusaciones por las cuales el CNE aseguró que tomaría acciones legales contra los diputados de la AN acusándolos de formar parte de una "conspiración" dedicada a "deslegitimar a las instituciones del país".
A pesar de la organización de la MUD para la movilización contra el CNE del 27 de abril, un día antes el CNE de manera imprevista anunció la entrega de las planillas solicitadas por la MUD para la recolección de firmas del 1 % del electorado nacional, anunció que tuvo lugar simultáneamente con la realización de la sesión ordinaria de dicho día de la AN, en la que mediante una interrupción sobrevenida de la sesión el presidente de la cámara, Henry Ramos Allup, y el resto de la bancada opositora aprovecharon para, de manera simbólica, ser los primeros firmantes de la recolección. Al verse consumado el objetivo de la planificada movilización sin que esta tuviera lugar, los líderes de la oposición anunciaron que en vez de la marcha la oposición comenzaría con la recolección de firmas del 1 % del registro electoral en la fecha y puntos de concentración originalmente estipulados para la suspendida marcha.

## Primera recolección de firmas
Al comenzar el primer proceso de recolección de firmas para la solicitud de activación del referéndum revocatorio, los medios de comunicación nacionales registraron una alta participación en diferentes estados del país en contraposición a la relativamente pequeña muestra de firmas requeridas para dicha fase del proceso con diferentes manifestaciones de satisfacción por parte de dirigentes opositores. Mientras tuvo lugar la recolección, el rector Luis Emilio Rondón informó que la MUD tenía, según el reglamento de 2007, 30 días para consignar las firmas recolectadas antes de su proceso de verificación, pero dirigentes de la MUD ratificaron que ya para el primer día de recolección habían al menos triplicado la cuota de firmas requerida por el CNE. y que las entregarían al ente comicial el lunes 2 de mayo. Después de iniciado el proceso de recolección, el CNE estableció como nuevo requerimiento obligatorio que el conteo y validación de la recolección de firmas debía ser no menor al 1 % del registro electoral por estado de manera individual para cada estado del país.
En reacciones al proceso de recolección de firmas emprendida por la MUD, por parte del oficialismo, el presidente de Venezuela Nicolás Maduro aseguró en un acto de gobierno que ningún mecanismo emprendido por la MUD para interrumpir su mandato tendría "viabilidad política". El diputado por el PSUV y expresidente de la AN Diosdado Cabello desestimó el posible éxito de la recolección emprendida por la MUD y aseguró que su partido no "se calaría" las así llamadas "firmas planas" (firmas invalidadas por tecnicismos que las hagan sospechosas de fraudulencia). Desde el portal oficialista Aporrea, el abogado constitucionalista Jesús Silva reconoció como un hecho inevitable la convocatoria de referéndum antes de finalizar el año 2016 y llamó al Gran Polo Patriótico (GPP, coalición de partidos oficialistas) a comenzar la movilización en promoción por el voto del "No" para dicho referéndum. Desde el mismo portal el artículo del doctor Silva fue desestimado por el también abogado Carlos Gutiérrez, quien aseguró que los tiempos reglamentarios para la convocatoria del referéndum hacían "imposible" que este pudiese tener lugar antes de la tercera semana del mes de enero de 2016.
Tras el segundo día de recolección de firmas, el gobernador del Estado Miranda, Henrique Capriles como vocero de la MUD anunció que la coalición había contabilizado "1.212.000" firmas para la conformación del grupo ciudadano en todo el país, cifra después actualizada por el mismo gobernador hasta el rango de las 2.500.000 de firmas aproximadamente el 13% del padrón electoral, de las 195.042 de firmas exigidas por el CNE 1% del padrón electoral, tras lo que la dirección interna de la MUD designó una comisión de auditoría interna para la revisión individual de todas las firmas, anunciando que las firmas serían entregadas a las oficinas centrales del CNE el martes 3 de mayo. Sin embargo, la oposición terminó adelantándose a sus propios anuncios, y entregaron una comitiva liderada por el secretario general de la MUD Jesús Torrealba de más de 80 contenedores de planillas firmadas, con un total aproximado de 1 millón 850 mil firmas auditadas por la coalición en la madrugada del 2 de mayo a las oficinas en Caracas del CNE.

## Conteo de firmas
En medio del transcurso del proceso de auditoría interna de las firmas dentro de la MUD, la rectora por el CNE Tania D'Amelio, ante la perspectiva inminente de la entrega de las firmas recolectadas por la MUD antes de su primera semana de proceso de recolección, informó por redes sociales que el CNE no "podía" dar comienzo al proceso de verificación de las firmas hasta haberse transcurrido el plazo concedido por el CNE de 30 días para su recolección. Nuevamente tales insinuaciones fueron desmentidas y rechazadas por el rector en funciones Luis Emilio Rondón y el exrector Vicente Díaz, para quienes tal apreciación violaría el principio de celeridad estipulado en el reglamento del CNE en su referente a convocatoria de un proceso revocatorio. A juicio de voceros de la oposición el lapso para que el CNE formalizara el proceso de verificación de las firmas no podía ser otro que los 5 días hábiles inmediatamente posteriores a la entrega de las firmas por parte de la MUD del 2 de mayo.
En respuesta a las iniciativas emprendidas por la oposición para impulsar la activación del referéndum revocatorio, Nicolás Maduro, en su calidad de presidente del PSUV designó la conformación de una comisión del partido dirigida por el alcalde del municipio Libertador de Caracas y exrector del CNE Jorge Rodríguez Gómez que auditase la totalidad de las firmas recogidas por la MUD para la fase de promoción para la activación del proceso revocatorio a fin de "revisar el cumplimiento de los términos legales" para tal proceso constitucional. Tal comisión visitó las oficinas del CNE en Caracas luego de la entrega de firmas inesperada por parte de la MUD del 2 de mayo para exigir al ente comicial la entrega al PSUV de copias de todas las planillas originales entregadas por la oposición para constatar sus autenticidades previo al proceso de constatación oficial dirigido por el poder electoral. Durante sus declaraciones de prensa en dicha visita el exrector y dirigente de procesos electorales del partido de gobierno justificó su petitorio argumentando que "las manifestaciones de voluntad son públicas" y aprovechó para reiterar que el proceso de referéndum aún no había sido activado concretamente. Igualmente el alcalde Rodríguez también informó que el PSUV había designado al abogado Hermann Escarrá como representante legal de Nicolás Maduro y del CNE para "activar procesos jurídicos" en "defensa" de dicho organismo, víctima, a juicio del funcionario, de "ataques" destinados a desprestigiarlo, y que en caso de que la oposición "tomase caminos violentos" el ente comicial suspendería el proceso de convocatoria de referéndum. Las exigencias del PSUV para con el CNE fue igualmente justificada por el exministro y jefe de la fracción parlamentaria del GPP Héctor Rodríguez.
Voceros de la oposición como los dirigentes de PJ Tomás Guanipa y Vicente Bello y el representante de la MUD ante el CNE Juan Carlos Caldera rechazaron la conformación y las exigencias de la comisión auditora del PSUV argumentando que la auditoría de las firmas no estaba prevista en el reglamento del CNE de 2007 para la fase de promoción del proceso, y que el PSUV buscaba con esta usurpar las funciones del CNE y formar un clima de amedrentamiento sobre los firmantes. Igualmente el exrector del CNE Vicente Díaz, en su posición como corredactor del reglamento de referéndums de 2007 del CNE, declaró en una entrevista con el periodista César Miguel Rondón que la norma del poder electoral no preveía la observación de los actores políticos en la verificación de firmas de la fase de promoción, y que tal iniciativa del partido de gobierno constataba una suerte de "guerra psicológica" de parte de dicha fuerza política sobre la opinión pública, y constató que en su opinión los tiempos reglamentarios hacían posible que la elección referendaria pudiese tener lugar antes de que acabase el año 2016.
El 3 de mayo la MUD anunció la notificación de que el CNE comenzaría dicho día la revisión de las planillas consignadas por la tolda política, mientras que para el día siguiente la presidenta del ente comicial Tibisay Lucena brindó una rueda de prensa a los medios de comunicación donde notificó que para dicho día comenzaría el conteo del material entregado por la MUD con la presencia conjunta de testigos de ambas fuerzas políticas nacionales y que dicho conteo tomaría un plazo de 3 a 4 días continuos, y adicionalmente en dicha rueda de prensa aseguró que el poder electoral era víctima de "ataques mediáticos" por parte de diputados de la oposición ante la AN, los cuales aseguró serían objeto de investigaciones penales. También en dicha alocución la presidenta del CNE aseguró que "evaluaría" las propuestas de la comisión del PSUV presidida por Jorgue Rodríguez de hacer públicas la lista de firmas consignadas por la MUD y añadir al calendario de trabajo del CNE un "lapso de reclamos" para la impugnación de la primera recolección de firmas solicitantes de la activación del revocatorio; esto en virtud de una reunión sostenida con el exrector y alcalde del Municipio Libertador en la que Rodríguez denunció su sospecha de que la oposición habría "inflado" en 1 millón la cantidad de firmas tramitadas al CNE, y que dicha cantidad de firmas serían falsas, lo que en su opinión, sería evidente "con sólo ver las cajas". Con respecto a dicha reunión el secretario ejecutivo de la MUD Jesús Torrealba denunció que a él mismo se le negó una reunión con la rectora Lucena mientras esta se encontraba reunida con Rodríguez. Durante la ronda de preguntas de la rueda de prensa, se le preguntó a la rectora Lucena su opinión sobre las declaraciones de Diosdado Cabello, quien aseguró que los empleados públicos que hubiesen firmado para la activación del referéndum "no deberían seguir en sus cargos", Lucena se limitó a responder que tales afirmaciones "son parte del juego" político inherente a la consulta pública. El 5 de mayo Cabello reiteró su postura de promover los despidos de empleados públicos que hubiesen firmado por la activación del referéndum, postura respaldada por el jefe de la bancada oficialista en la AN Héctor Rodríguez Castro; pero luego en su programa de televisión para el canal estatal Venezolana de Televisión (VTV) Cabello aclaró que el estado no despediría "ni a obreros ni a trabajadores" por firmar para el referendo.
El 5 de mayo, el presidente de la AN, Henry Ramos Allup, denunció por medios de red que la rectoría del CNE se reuniría al día siguiente para acordar modificar el reglamento del 2007 para añadir el "lapso de reclamos" solicitado por el PSUV al calendario de convocatoria del referéndum revocatorio, posibilidad rechazada por líderes de la oposición pero desmentida por el líder de la comisión de impugnaciones del PSUV Jorge Rodríguez y denunciada como ilegal por juristas. Tal maniobra sería una preocupación para la oposición dado el extenso debate sobre la posible no-realización de referéndum hasta después del año 2016 dados los tiempos reglamentarios para su convocación, tras lo cual este perdería sentido político. En cuanto a tal polémica, dirigentes oficialistas como el gobernador de Carabobo Francisco Ameliach, el alcalde Jorge Rodríguez, el diputado por PODEMOS Héctor Breña y el vicepresidente del PSUV Diosdado Cabello declararon en distintas alocuciones de manera vehemente que los tiempos reglamentarios hacían imposible que el referéndum pudiera tener lugar antes de 2017; mientras líderes de la MUD como Henrique Capriles Julio Borges, José Ramón Medina, el presidente de Copei Roberto Enríquez y el periodista experto en temas electorales Eugenio Martínez aseguraron que de cumplirse con celeridad los plazos del reglamento del CNE el revocatorio podía tener lugar a finales de 2016. En el caso del legislador por VP Juan Guaidó, este presentó un organigrama según el cual la máxima aplicación de celeridad a los lapsos reglamentarios del CNE harían posible la convocatoria del referéndum para el 24 de julio de 2016. Ante la posibilidad de modificación del reglamento de convocatoria del revocatorio, Henrique Capriles anunció protestas de calle para exigir el cumplimiento de los plazos para la activación del referendo.
Según fuentes de la MUD dentro del CNE, para el 9 de mayo el consejo electoral habría completado el conteo individual de las planillas y de sus firmas, para un total de 1 millón 786 mil firmas válidas para su verificación biométrica, siendo las restantes 21 mil 600 firmas clasificadas como inválidas por no completar todos los campos reglamentarios de manifestación de voluntad. Paralelamente el representante del PSUV ante el CNE Jorge Rodríguez denunciaba por medios públicos que la entrega de firmas de la MUD constituía "un fraude" por la presencia de presuntas personas fallecidas como firmantes, mientras reiteraba su convicción de que el referendo no podría tener lugar antes de finalizar el año 2016.
Durante la serie de manifestaciones nacionales convocadas por la oposición para el 11 de mayo piquetes de la Policía Nacional Bolivariana (PNB) y la GNB impidieron que las marchas de opositores pudiesen cumplir su meta de llegar a las oficinas regionales del CNE para entregar documentos donde se exigiera la celeridad en la convocatoria de un referéndum revocatorio, incluyendo la marcha principal en Caracas, en donde opositores denunciaron ser agredidos por las fuerzas del orden público, mientras que posteriormente anunciaron que mantendrían las movilizaciones de calle para presionar al ente comicial. Los enfrentamientos entre manifestantes opositores y guardias nacionales también tuvo lugar en otras capitales del país . El diputado ante la AN por el PSUV, Saúl Ortega, denunció que a su juicio los manifestantes opositores cometieron "actos de violencia", responsabilizados por el parlamentario a una presunta agenda violenta del partido VP para "crear una matriz de opinión" y "justificar una intervención extranjera".

## Digitalización de firmas
El 10 de mayo la rectora Tania D'Amelio publicó en las redes sociales un oficio enviado por el CNE a la Mesa de la Unidad donde explicaba que el lapso para la revisión de la primera recolección de firmas de dicha alianza no podía durar menos de 30 días. El 11 de mayo el CNE anunció que desde el 12 de mayo se comenzaría un proceso para la digitalización de todas las planillas entregadas por la MUD al CNE en contestación a la petitoria de auditoría de las firmas del PSUV, con la presencia de testigos de ambas fuerzas políticas. La rectora del CNE Socorro Hernández afirmó que durante una reunión con representantes de la MUD y el PSUV se les notificó que el proceso de verificación de las firmas del 1 % del padrón electoral podría extenderse hasta el 2 de junio. El proceso de digitalización de las firmas recogidas por la MUD fue expresamente rechazado por líderes de la oposición y expertos en temas electorales por no formar parte del reglamento vigente del CNE, asumiéndolo como una técnica dilatoria para retrasar la convocatoria del referéndum. En su intervención ante el canal del estado VTV la rectora Hernández advirtió que el cronograma contemplaba el inicio de la validación de las firmas para el 18 de mayo, y comentó que la lentitud del proceso en parte derivaba por la cantidad de firmas entregadas por la MUD, extensamente superior al mínimo de 200 mil firmas solicitadas por el reglamento del CNE.
Expertos juristas denunciaron la presunta ilegalidad que a su juicio incurre en CNE al establecer procesos no establecidos en su propio reglamento referentes a los lapsos para la digitalización e impugnación de las firmas recogidas por la MUD exigidos por el PSUV, por lo que el cronograma fue rechazado por exrector del CNE Luis Salamanca y por el rector en funciones Luis Emilio Rondón, quien salvó su voto para la aprobación de dicho cronograma y exigió al resto de la directiva del ente comicial la publicación del cronograma completo de la convocatoria del referéndum para prevenir nuevos alargamientos del lapso procesal. Expertos en temas electorales argumentan que la verificación manual de las firmas previa a su autentificación biométrica resulta "redundante" e "impertinente" dado que la misma autentificación biometrica fuera incluida en el espíritu de la norma electoral de 2007 para acortar dichos criterios de impugnación.
Desde el lado del oficialismo, el líder de la comisión verificadora del PSUV Jorge Rodríguez defendía el "derecho" de los oficialistas de revisar todas las firmas consignadas por la oposición alegando lo que a su juicio fueron antecedentes de "fraude" cometido por dicha tendencia en la convocatoria del referéndum revocatorio de 2004, y aseguró que de encontrarse pruebas del "fraude" levantaría denuncias formales a la MUD ante el TSJ por la comisión de delitos electorales, al tiempo que reafirmaba que según su criterio, los tiempos reglamentarios para la convocatoria del referendo solo lo hacían posible para después de marzo de 2017. Paralelamente, el primer vicepresidente del PSUV Diosdado Cabello aseguró desde su programa de opinión en VTV que los empresarios que hubiesen participado en la recolección de firmas promovida por la MUD deberían verse exentos de los beneficios de las políticas de restablecimiento económico emprendidas por la presidencia de Maduro.
La oposición difundió para que para el 27 de mayo el CNE habría completado la digitalización de 1,9 millones de firmas entregadas por la MUD poniéndose desde ese momento en mora para el inicio oficial del proceso de validación de dichas firmas.

## Protestas y enfrentamientos por la validación de firmas
Tras el fin del periodo de 30 días fijado por el CNE para completar la digitalización de las firmas entregadas por la MUD dicha organización política esperaba el pronunciamiento del ente electoral para la fijación de los puntos de validación previstos por el reglamento para la convocatoria del revocatorio. Sin embargo hasta el 2 de junio las rectoría del CNE suspendió 5 veces reuniones previstas con representantes de la MUD para la discusión de la continuación del proceso de convocatoria del referéndum presidencial. En respuesta a los presuntos retrasos deliberados del CNE, el líder de la MUD Henrique Capriles anunció que la alianza mantendría movilizaciones de calle a nivel nacional como medida de presión para instar a la celeridad al ente comicial, asegurando que las movilizaciones no se detendrían hasta que se lograra garantizar la convocatoria del referéndum revocatorio antes del fin del año 2016.
Durante el mes de mayo de 2016 la MUD realizó movilizaciones en la mayoría de las capitales del país durante la mayor parte de los miércoles y sábados de dicho mes a las entes regionales del CNE. La mayoría de dichas movilizaciones fueron suprimidas o dispersadas por piquetes de efectivos de la GNB y la PNB; el miércoles 18 de mayo tuvieron lugar en el centro de Caracas los más intensos de dichos enfrentamientos, cuando al concluir una concentración convocada por líderes de la oposición en Plaza Venezuela manifestantes que se resistieron a dispersar la concentración se enfrentaron a contingentes de la GNB presuntamente respaldados por colectivos armados afectos al gobierno nacional. Los enfrentamientos en el centro de Caracas dejaron decenas de heridos y detenidos, y tras su conclusión el gobierno de Venezuela difundió videos en donde se mostraban a presuntos militantes de la oposición atacando a una mujer funcionaria de la PNB. Otro enfrentamiento relevante tuvo lugar el 9 de junio, cuando en busca de reunirse con la rectoría del CNE para obtener datos oficiales específicos sobre la anunciada validación de las firmas entregadas por la MUD al CNE, el jefe de la bancada de la MUD ante la AN Julio Borges y otros diputados de la oposición fueron agredidos por presuntos colectivos oficialistas, ataques en los que los diputados, y en especial Borges sufrieron severas lesiones.

## Validación y exclusión de firmas
Desde antes de que el CNE comenzase a difundir datos oficiales sobre los resultados de la digitalización y auditoría a las planillas de firmas entregadas por la MUD al poder electoral, el jefe de la comisión del PSUV para la revisión de las firmas de la MUD, el alcalde Jorge Rodríguez denunció ante medios públicos el 3 de junio que el CNE había detectados que cerca de 11 mil de las firmas presentadas por la oposición presuntamente pertenecían a ciudadanos fallecidos, lo que a su juicio sería un mostrario de lo que desde el oficialismo sería calificado como un "mega fraude" emprendido por la MUD.
El martes 7 de junio el secretario general de la MUD Jesús Torrealba difundió que tras concretarse el sexto intento de reunión entre la coalición y el poder electoral, se le fue notificada a la oposición que 1,3 de las 1,9 millones de firmas entregadas por la MUD al CNE habían sido aprobadas para ser llevadas a la fase de validación, información confirmada al día siguiente por el poder electoral. El 9 de junio el rector principal del CNE Luis Emilio Rondón señaló que la verificación de las rúbricas tendría lugar del 20 al 24 de junio de 2016 sin entregar más detalles, información confirmada el día 9 de junio por la presidenta del ente comicial, Tibisay Lucena en una rueda de prensa, y adicionalmente anunció la apertura de un proceso de autoexclusión, en el cual los firmantes que participaron en la recolección de firmas iniciada por la MUD el 27 de abril tendrían oportunidad de solicitar el retiro de sus datos de la base de datos de la consulta abierta por la MUD presentando una planilla de solicitud de exclusión impresa desde la página oficial del CNE en las oficinas regionales del poder electoral durante un lapso comprendido entre los días 13 al 17 de junio. Finalmente, la presidenta del poder electoral aclaró que la validación de la semana del 20 al 24 de junio tendría lugar solo en las sedes regionales del CNE, en las 24 capitales del país, y que para tal fin estarían disponibles un total de 300 detectores biométricos habilitados por el CNE. Como dato adicional la rectora Lucena acotó de manera tajante que si tuviesen lugar escenarios de violencia contra el poder electoral, este tendría la facultad de suspender el proceso de convocatoria del revocatorio.
Durante la rueda de prensa del 9 de junio la rectora Lucena explicó que 605 727 firmas habían sido excluidas por incumplir con una serie de "criterios de validación" establecidos de manera sobrevenida por el poder electoral. El informe del CNE reconoce que parte de los criterios de exclusión incluían el hecho de que la planilla de recolección tuviese errores ortográficos en su encabezado con respecto al nombre de Nicolás Maduro o su cargo oficial de presidente de la república, estar inhabilitado políticamente por tener una sentencia firme o no estar inscrito en el registro electoral (RE). El periodista experto en asuntos electorales Eugenio Martínez difundió que entre los excluidos por el CNE se encontrarían 52 mil ciudadanos mayores de edad inscritos en el RE que no habrían sido reconocidos como tales al haberse inscrito de manera posterior al marco del RE asumido por el CNE para la auditoría de las firmas fechado hasta el 1 de enero de 2016, mientras que otros serias ciudadanos habilitados para votar que manifestaron su firma en estados diferentes al estado del país en donde tienen asignado votar.
Con respecto a las firmas invalidadas por el CNE políticos de la oposición reaccionaron rechazando las a su juicio invalidaciones arbitrarias cometidas por el CNE, siendo el descontento manifestado por protestas de ciudadanos cuyas firmas fueron excluidas por el ente comicial. El judicialista José I. Hernández al respecto manifestó que la invalidación de las firmas previa a la revalidación ciudadana de las mismas más el proceso de autoexclusión iniciado por el CNE sin un proceso de reparo para las firmas invalidadas representarían una serie de violaciones a la ley de parte del CNE al manifestar una evidente "discriminación procesal" en contra de la convocatoria del referéndum. Por el lado del oficialismo, la comisión del PSUV presidida por Jorge Rodríguez denunció que el porcentaje de firmas invalidadas por el CNE denotaban un "gigantesco fraude" emprendido por la oposición, por el cual demandaría a la MUD ante la sala constitucional del TSJ por la "falsificación" de firmas para la convocatoria del proceso referendario, lo que a su juicio incurriría en un "fraude a la constitución" por la cual la MUD sería invalidada para convocar el inicio del proceso ante el CNE. Para el 16 de junio el abogado oficialista Luis Alberto Rodríguez interpuso un solicitud de recurso de amparo al TSJ para la anulación del proceso de convocatoria del referéndum revocatorio al considerar que el mismo quedaba "viciado de nulidad" por la cantidad de firmas invalidadas por el CNE y porque a su juicio la MUD no podía presentar el referéndum "como herramienta para acceder al poder y perturbar la paz de la nación”.
Con respecto al proceso de validación, para el punto de vista de la MUD el número de lectores biométricos y puntos de validación habilitados por el CNE serían insuficientes y demasiado distantes para facilitar a todos los firmantes habilitados acudir al proceso de validación en toda la extensión del territorio nacional, por lo que iniciaron procesos de diálogo con el poder electoral para solicitar que se duplicasen el número de lectores biométricos instalados por el CNE y extender a nivel municipal el número de puntos de validación para los estados territorialmente extensos y remotos, mientras que a nivel interno líderes y activistas de la oposición comenzaron un proceso de preparación que permitiese movilizar a grupos de firmantes habitantes de municipios periféricos para facilitarles el acceso a las sedes regionales del CNE durante el proceso de validación. Tras las negociaciones entre la oposición y el CNE en horas de la noche del martes 14 de junio representantes de la MUD anunciaron que el ente comicial había aceptado municipalizar el proceso de validación, de los que resultarían entre 128 y 152 puntos para validar a nivel nacional. No obstante, tras una reunión de la rectoría del CNE el viernes 17 de junio para definir los detalles de la municipalización del proceso de validación, el proceso terminó siendo cuestionado y criticado por el rector principal Luis Emilio Rondón, quien denunció que la distribución a nivel nacional de los puntos de validación no cumplía con los criterios necesarios para facilitar el proceso a los firmantes. El dirigente de la MUD y alcalde del Municipio Chacao del Estado Miranda Ramón Muchacho describió su rechazo a la decisión del CNE asegurando que el poder electoral buscaba imponer puntos de validación solamente en municipios con escasa población electoral, crítica compartida desde el resto de la dirigencia de la MUD y por medios de comunicación para quienes el CNE se basó en "criterios políticos" a la hora de designar la ubicación de los puntos de validación a fin de "obstaculizar" el proceso de validación creando un "cuello de botella" con referente a la cantidad de potenciales firmantes por municipio con respecto al número de puntos de validación. El secretario de la MUD Jesús Torrealba difundió que al haber rechazado el CNE duplicar el número de lectores biométricos la coalición estimaba que sólo serían capaces de ser validadas un aproximados de 600 mil firmas.
Como fue previsto por el CNE, el lunes 13 de junio comenzó el proceso de exclusión para los firmantes de la solicitud de activación del referéndum revocatorio. En numerosas ocasiones durante la semana de duración del proceso de exclusión medios de comunicación y dirigentes de la MUD denunciaron que organismos públicos aprovecharon el proceso de exclusión para presionar a empleados y funcionarios públicos que habían participado en la recolección de firmas de la MUD de excluir sus firmas bajo amenazas laborales. El vicepresidente del PSUV Diosdado Cabello reiteró su posición en un acto proselitista del 17 de junio de que los empleados públicos que hubiesen firmado para la activación del referéndum revocatorio deberían ser despedidos de sus trabajos, asegurando haber dado instrucciones al PSUV de que se revisasen "nombre por nombre y cargo por cargo" la participación de empleados públicos en la base de datos de la convocatoria de la MUD. Finalmente para el viernes 17 de junio el CNE habría contabilizado un total de 5 mil solicitudes de exclusión de manifestaciones de voluntad para la activación del referéndum revocatorio, lo que representaría un 0,28 % de las firmas validadas por el CNE, siendo el total de autoexcluidos irrelevante para el proceso de validación, por lo que el líder opositor y gobernador Henrique Capriles calificó el proceso de validación (visto por la oposición como un intento del CNE controlado por el oficialismo de boicotear la convocatoria de referéndum) como un "estruendoso fracaso".
Durante el primer día del proceso de revalidación de firmas del lunes 20 de junio los medios de comunicación reportaron una afluencia abundante de electores en los centros de validación en la que destacaron una amplia logística de los partidos de la MUD para movilizar y asistir a los electores y un ambiente general de tranquilidad. Al final del primer día de jornada el CNE reportó que había procesado un total aproximado de 61 mil actas de manifestaciones de voluntad, pero en un reporte extraoficial de la MUD los dirigentes de oposición aseguraron que tal cifra correspondía a las actas emitidas hasta las 4 de la tarde, y que según sus propios conteos el total absoluto de la participación para el primer día de validación fue de unos 71 mil electores, equivalentes a un 36,7 % de la meta mínima a nivel nacional de 195 mil firmas por revalidar. Tras el segundo día de jornada la MUD reportó una contabilización acumulada 157 mil firmas emitidas equivalentes al 80 % de la meta nacional del 1 % del RE nacional, y con la cual se tendría completada la meta regional en 5 estados, con una proyección que permitiría anticipar la superación de la meta por estado en al menos otros 15 estados para el día siguiente, nuevamente con una discrepancia con las actas emitidas por el CNE hasta las 4 PM, según las cuales, el total de actas procesadas en los primeros dos días serían iguales a 133 mil; Nuevamente la diferencia entre los reportes se explica por el retraso en la emisión de la data tardía por el CNE. Dado que la distribución a nivel nacional y el horario limitado de atención en los centros de validación según reportes de observadores y dirigentes del proceso referendario provocaron retardos para la participación de los ciudadanos en el proceso de validación dirigentes de la oposición notificaron tener reuniones con la directiva del CNE para solicitar el traslado de centros de validación hacia municipios populosos y que los centros de validación no cerrasen en el quinto día de validación mientras dispusieran de electores esperando validar, sin que dichas solicitudes fuesen hasta el 23 de junio respondidas oportunamente por el ente comicial.
Tras el tercer día de validación la MUD reportó haber contabilizado una participación total de 245 mil electores, habiéndose superado el 1 % de participación nacional y habiendo alcanzado la meta de 1 % de participación por regiones en 19 estados más el Distrito Capital, pero en las actas transmitidas por el CNE el poder electoral tendría contabilizados 205 mil firmas, representando el alcance de la meta de 1 % de participación en 15 estados más el Distrito Capital. En ambas contabilizaciones se reconoce como los estados que más alejados se encontraban para el momento de la meta mínima de recolección Carabobo, Zulia y Nueva Esparta, los tres con menos del 70 % de la meta de recolección. El retardo en el alcance de meta en estos estados fue atribuido por la oposición a supuestos actos de "interferencia" por parte de autoridades y afectos al oficialismo y al poder electoral que buscasen entorpecer la ya dificultosa capacidad de los votantes de acceder a los puntos de validación. Según crónicas y reportes de medios de comunicación los votantes que aspiraban a validar sus firmas tuvieron que enfrentarse situaciones tales como detenciones arbitrarias de autobuses destinados a trasladarlos a centros de votación distantes por la GNB, cierres injustificados de vías públicas que los obligasen a acceder a municipios remotos a pie por vías no convencionales, interrupciones imprevistas del servicio eléctrico en centros de validación e inclusive la potencial amenaza de grupos armados irregulares afectos al gobierno instalados en zonas de alta peligrosidad como la localidad caraqueña del 23 de Enero. Tales denuncias junto a otras difundidas por voceros de la oposición fueron desprestigiadas por el vicepresidente del PSUV Diosdado Cabello en su programa de televisión de opinión por VTV en el que aseguraba que tales alegatos demostraban que la MUD había "engañado otra vez" a sus electores con respecto a su capacidad de lograr la meta electoral de invocar la activación del revocatorio.
Luego del cuarto de los cinco días de revalidación la diputada por UNT ante la AN Delsa Solórzano difundió el reporte de la MUD según el cual se contabilizaban 326 mil validaciones transmitidas a nivel nacional, representando el cumplimiento de la meta a nivel regional en todas las regiones administrativas del país excepto en Nueva Esparta. La MUD denunció que el lento procesamiento de electores en los centros de validación de la isla de Margarita respondían a irregularidades propiciadas por autoridades regionales del CNE que hasta horas del mediodía del 23 de junio provocaban un promedio de votantes por hora irregularmente bajo en el estado, provocando preocupación en sectores observadores del proceso electoral de que la meta no pudiese alcanzarse en el estado insular. el 22 de junio el alcalde de La Asunción, Richard Fermin de PJ, denunció como responsable de los retrasos en la validación en Nueva Esparta al jefe regional del CNE por dicho estado, y se declaró en huelga de hambre hasta que los "retardos" que a su juicio tenían lugar en la región se detuvieran. Según el coordinador de la MUD por dicha entidad y alcalde de Porlamar Alfredo Díaz aseguró que mientras en otros estados el promedio de tiempo para validar era de 1 minuto en Nueva Esparta se calculaba en 22 minutos. Tales declaraciones, entre otras semejantes en otras regiones, le valieron a la oposición las críticas por medios públicos de la rectora del CNE Sandra Oblitas, para quien las denuncias de la MUD correspondían a "opiniones de odio" contra funcionarios del ente comicial que incidían en "escarnio público" que, en su opinión, ponían en peligro la seguridad personal de dichos funcionarios. Al final del cuarto día de validación, sin embargo, luego de una reunión entre el secretario general de PJ Julio Borges y jefe regional del CNE en Nueva Esparta se reportó una mejora en el promedio de votantes atendidos en el estado, por lo que al final del día según el conteo de la MUD el estado estaba solo a 200 validaciones de la meta regional.
Tras reunirse con líderes de la MUD para atender sus denuncias sobre el caso de Nueva Esparta, el rector del CNE Luis Emilio Rondón anunció que para el quinto día de validación viajaría al estado insular para asegurar el mejor flujo de atención a los electores mientras que líderes de la MUD anunciaron que tras negociaciones con el ente comicial se acordó una prórroga del horario de atención a los electores en los centros de la validación de la entidad para que dichos centros siguiesen atendiendo electores luego de las 4 de la tarde si en dichos centros seguía habiendo electores en fila para participar en el proceso de validación, información sin embargo rechazada por la rectora Socorro Hernández quien informó que el proceso de verificación se cerraría a las 4 p. m. en todos los centros de validación pues a su juicio el proceso de validación "no es un proceso electoral". Dada la preocupación de la MUD por los resultados de la validación en la región insular, el líder promotor del revocatorio Henrique Capriles anunció que se movilizaría al estado Nueva Esparta durante el día final de la validación para constatar el proceso de atención de electores. Finalmente a horas del mediodía del 24 de junio la oposición notificó haber contabilizado el logro de la meta regional en Nueva Esparta, completando la meta por regiones en todas las regiones administrativas del país, anuncio seguido por un discurso del gobernador Capriles en el que felicitaba a la ciudadanía neoespartana por participar en el proceso de validación.
Durante las últimas horas del proceso de validación, el periodista especializado en la fuente electoral Eugenio Martínez difundió que "la presión de los técnicos de la MUD" había conseguido que se actualizase la data emitida por las actas oficiales del CNE, haciendo que la diferencia entre el conteo de validaciones del CNE y al MUD se redujesen "considerablemente". Las actas oficiales del CNE actualizadas hasta las 4 PM del 24 de junio reconocían la emisión de 400.356 validaciones de actas de manifestación de voluntad, mientras que el informe final del conteo de la MUD aseguraba que tras el cierre de los centros de validación se contaron 409.313 validaciones a nivel nacional, representando 2,1 % del RE a nivel nacional y entre el 1,24 % y el 2,64 % del RE por región en las 24 regiones administrativas del país, completando todos los requisitos exigidos por el poder electoral para la conformación de un grupo ciudadano que le confiera a la MUD el derecho de solicitar la activación del referéndum revocatorio.

## Auditoría y revisión biométrica del proceso de validación
Según el reglamento interno del CNE de 2007 que controla el proceso referendario y las declaraciones emitidas por la presidenta del poder electoral Tibisay Lucena en su rueda de prensa del 9 de junio, al completarse satisfactoriamente el proceso de exclusión y validación de las actas de manifestación de voluntad entregadas por la MUD al CNE, el ente comicial comenzaría el proceso para la auditoría y revisión de las huellas digitales registradas en el proceso de validación para su comparación positiva con el RE para la validación efectiva de sus actas de manifestación de voluntad para conformar una agrupación ciudadana que autorizase a la MUD para solicitar formalmente al poder electoral la activación del proceso de convocatoria del referéndum revocatorio. El reglamento del CNE establece el comienzo del proceso de auditoría para el lunes 27 de junio y tomaría un lapso administrativo de 20 días hábiles. En su rueda de prensa del 9 de junio, la rectora Lucena se comprometió a dar detalles del proceso de auditoría el domingo 26 de junio. Tal rueda de prensa nunca tuvo lugar, pero la rectora Tania D'Amelio confirmó mediante anuncios en su cuenta de Twitter el lunes 27 de junio que la auditoría tendría lugar en el lapso ya establecido de 20 días hábiles.
Líderes de la oposición tales como el representante de la MUD ante el CNE Vicente Bello y el secretario ejecutivo de la coalición Jesús Torrealba manifestaron que el lapso de auditoría de 20 días resultaba excesivo e innecesario, y anunciaron que solicitarían ante el poder electoral el acortamiento de dicho lapso en función del principio de celeridad y en compensación a las "irregularidades" denunciadas durante el proceso de validación. El gobernador del estado Lara y líder del partido Avanzada Progresista (AP) Henri Falcón se reunió de manera unipersonal con la presidenta del poder electoral Tibisay Lucena para discutir los pasos subsiguientes para la realización del referéndum, y divulgó en los medios públicos que según sus "análisis técnicos y legales" el CNE podía prefijar la fecha tentativa para el referendo presidencial el 6 de noviembre; Falcón también aseguró que había aprovechado la reunión para exigir al ente comicial la publicación del cronograma de actividades para las elecciones regionales que estaban previstas originalmente para fines de 2016, que hasta aquella fecha no había sido anunciado ni formalizado por el poder electoral a pesar de su obligatoriedad constitucional. En reuniones para hacer llegar la solicitud formal de la MUD de celeridad la oposición adelantó que propondría al CNE un despliegue de 40 mil mesas de votación dispuestas en 14 mil puntos de votación a nivel nacional para la segunda recolección de firmas para la convocatoria del revocatorio.
Paralelamente el alcalde de Libertador y cabeza de la comisión del GPP para la revisión de proceso de convocatoria del revocatorio Jorge Rodrígez se dirigió al país en una rueda de prensa para anunciar que el oficialismo solicitaría al CNE que redujera la jornada de participación para la segunda recolección de firmas, prevista para durar tres días, a un solo día, argumentando que de la misma manera que la elección presidencial de 2013 había durado un día de jornada, lo mismo debía ser la recolección de 4 millones de firmas. Rodríguez además aprovechó la rueda de prensa para mofarse de las dificultades que la oposición pasó para emitir 400 mil validaciones de actas de manifestación de voluntad, asegurando que los 300 detectores biométricos dispuestos por el CNE eran suficientes para validar 1,3 millones de firmantes, y que si 900 mil de ellos se "abstuvieron" de validar sus firmas, a su juicio, fue porque se "resistieron a validar" lo que él calificaba de "gigantesco fraude". En relación con lo cual Rodríguez ratificó que demandaría a la MUD por la presunta comicios de delitos electorales en la fase de promoción de convocatoria del referéndum revocatorio. Efectivamente el alcalde Rodríguez formalizó su denuncia en contra del proceso de convocatoria de referéndum ante la sala constitucional del TSJ, al juzgar que al ser 600 mil firmas dadas por "falsificadas" la MUD habría incurrido en un "fraude contra la constitución", demanda formalmente aceptada por el TSJ bajo la condición de demandante de Jorge Rodríguez bajo asistencia del abogado oficialista Héctor Andrés Obregón Pérez y asignó como ponente al magistrado Luis Damiani Bustillos.
El presidente del parlamento nacional unicameral y líder de AD Henry Ramos Allup denunció públicamente por redes sociales desde el viernes 1 de julio que fuentes internas del TSJ le tendrían informando que la Sala Constitucional tenía redactada una sentencia que en vista de las denuncias de "fraude" ejercidas por el PSUV, declararía la nulidad del proceso de promoción emprendido por la MUD desde el 27 de abril y ordenaría que el mismo se repitiera desde el principio, recolectando nuevamente un mínimo del 1% del RE nacional en actas de voluntad. La denuncia de Ramos Allup generó numerosas reacciones en la opinión pública nacional y en voz de distintas personalidades públicas, entre ellos expertos juristas para quienes las demandas del PSUV resultarían formalmente improcedentes al desconocer principios de derecho electoral, entre ellos el principio de respeto a la voluntad ciudadana, dado que las actas de voluntad invalidadas por el CNE en la auditoría previa a la validación de las mismas no afectaba el resultado final de la fase de promoción. Finalmente el diputado Ramos Allup difundió el 5 de julio a su salida de los actos protocolares en conmemoración al día de la independencia de Venezuela que tras las reacciones nacionales por su denuncia de días anteriores sus mismas fuentes dentro del TSJ le hacían saber que el tribunal había dispuesto "detener momentáneamente" la presunta sentencia que impediría la convocatoria del revocatorio.
Por otro lado el diputado ante la AN y vicepresidente del PSUV Diosdado Cabello, desde su programa de televisión de opinión en VTV siguiendo la línea argumental de Jorge Rodríguez reiteró la posición del PSUV de que la segunda recolección de manifestaciones de voluntad debía tener lugar en una jornada de 1 día y no de 3 como prevé la norma del CNE, pero además añadió que para el GPP, la fase de participación debería tener lugar 5 meses después de finalizada la fase de promoción, nuevamente en contraposición a los lapsos establecidos en la normativa de 2007, y que ya que la fase de participación prevé recolectar 20% del padrón electoral nacional, el CNE debería disponer para la segunda recolección de firmas 20% de los detectores biométricos dispuestos por el CNE para procesos electorales nacionales. Este último punto fue argumentado por el expresidente de la AN, de manera textual, ya que a su juicio el oficialismo no debía "ponérsela fácil" a la oposición. El diputado además señaló que el PSUV buscaría la destitución de sus cargos de "jefes" de oficinas públicas que fuesen considerados "contrarrevolucionarios" por firmar en la fase de promoción del referéndum revocatorio o por no presionar a sus trabajadores para que revocaran sus firmas en el proceso de exclusión, asegurando que el partido debía notificarle a nivel nacional la presencia de disidentes en entes públicos por redes sociales. Para mediados de julio se habían tramitado a la AN un número superior a los 1000 de presuntos despidos en entes públicos en represalia por participar en la convocatoria de referéndum, llevando a la asociación sindical Unión Nacional de Trabajadores de Venezuela (UNETE) a asegurar que llevarían una denuncia formal contra el gobierno de Venezuela ante la Organización Internacional del Trabajo (OIT) por el despido de más de 1250 trabajadores públicos.
Ya el sábado 9 de julio el secretario ejecutivo de la MUD Jesús Torrealba junto a otros dirigentes opositores reiteraron sus llamados al CNE para que se convocase de manera oficial la fecha para la fase de participación, mientras se anunciaba que desde el 13 de julio los líderes de la tolda opositora se movilizarían por distintas regiones del país para promover la movilización popular con vistas a la recolección del 20 % del RE nacional. El 18 de julio el partido Marea Socialista (partido político disidente del PSUV) en voz de su fundador y líder el dirigente político Nicmer Evans en compañía de exfuncionarios del gabinete presidencial durante el gobierno de Hugo Chávez, entre ellos Ana Elisa Osorio, exministra de ambiente, Héctor Navarro, exministro de educación y el mayor general retirado Clíver Alcalá Cordones, excomandante de la Red Integral de Defensa (REDI) de la región de Guayana, dirigieron un comunicado a la sede nacional del CNE para exigir el cumplimiento de los lapsos para la convocatoria y realización del referéndum revocatorio, tras lo cual dirigieron una rueda de prensa conjunta defendiendo su postura en respaldo al proceso referendario convocando para su movilización a la población afín al chavismo descontenta con el gobierno de Maduro. Paralelamente el 19 de julio una comitiva de siete diputadas de la bancada de la MUD en la AN se reunieron con el rector principal del RNE Luis Emilio Rondón para discutir la publicación del cronograma oficial para el proceso de referéndum revocatorio.
El CNE dio a conocer oficialmente que se daría comienzo al proceso final de auditoría de las huellas digitales emitidas en el proceso de validación de las actas de voluntad el lunes 18 de julio y que el proceso tendría lugar durante tres días hasta el miércoles 20 de julio, información difundida por el representante de la MUD ante el ente comicial Vicente Bello, quien ratificó el compromiso expuesto por el poder electoral de difundir el informe final de la fase de promoción el 26 de julio. La rectora del CNE Tania D'Amelio declaró el 19 de julio que el poder electoral estaba "en proceso" de ratificar a la MUD como convocante formal del referéndum revocatorio, y que se darían "anuncios importantes" a finales de julio, pero ya desde ese mismo día fuentes del tema electoral divulgaron notificaciones hechas por técnicos electorales de la MUD en el CNE que el proceso de auditoría de las huellas digitales de las validaciones ya estaban completas y ratificaban la manifestación de voluntad de 1 % del RE nacional, información confirmada por varios dirigentes de la MUD quienes divulgaron por redes sociales el acta oficial que ratificaba la compatibilidad en auditoría de 399 mil firmas iguales al 2 % del electorado nacional, dejando como única preocupación la cuota por región de 1 % del RE regional en Nueva Esparta, presuntamente alcanzado según los técnicos de la oposición con una cantidad superior a las 4 mil firmas validadas equivalentes a 1,23 % del RE de dicho estado. En reacción el líder opositor Henrique Capriles estimó que con los requisitos exigidos por el CNE cumplidos el revocatorio podría tener lugar entre finales de octubre y principios de noviembre, y que de no tener lugar el informe final de la fase de promoción del 26 de julio la oposición se movilizaría hacia el CNE para exigir la convocatoria de la fase de participación.

## Entrega del informe de la auditoría
Durante una entrevista con el periodista y exvicepresidente de la república José Vicente Rangel en su programa de televisión semanal de opinión transmitido por Televen, la rectora principal del CNE y presidenta del Poder Electoral Tibisay Lucena confirmó que hasta el 26 de julio el ente comicial daría información oficial sobre el informe final de la auditoría del proceso de promoción del referéndum revocatorio, entendidas dichas declaraciones ante la opinión pública como una confirmación de que en dicha fecha se conocerían de manera formal y oficial los resultados finales de dicha fase del proceso de convocatoria del referéndum revocatorio. La rectora Lucena comentó durante su entrevista que el CNE no podía "retrasar ni apurar" la convocatoria del plebiscito porque a su juicio el poder electoral debía velar por los derechos de los votantes que habían electo al presidente de la república cumpliendo a cabalidad todos los lapsos establecidos en la norma para la convocatoria de la consulta.
A la espera de la entrega formal del informe final de la auditoría del proceso de promoción el martes 26 de julio, la MUD presentó en rueda de prensa la conformación oficial de un comando de campaña para el referéndum revocatorio bajo el esquema de "Comando de Campaña Unitario" bajo el nombre oficial de "G7", integrado por los tres gobernadores regionales pertenecientes a la coalición a nivel nacional (Henrique Capriles, Liborio Guarulla y Henri Falcón) y representantes de los cuatro partidos con mayor representación parlamentaria ante la AN de la bancada opositora (PJ, AD, UNT y VP) y dividida en 4 estructuras de trabajo: electoral, de diálogo nacional, de diseño de políticas públicas (ante el caso hipotético del traspaso de poder tras la realización del referéndum) y de fomento a las elecciones regionales. A las 16:00 y antes de que se tuviese noticia del pronunciamiento oficial del CNE sobre el informe de la auditoría programado para ese día, una comitiva del Gran Polo Patriótico (GPP) encabezada por el alcalde Jorge Rodríguez interpuso una solicitud formal ante el CNE en su oficina principal en Caracas para que se anulase la inscripción formal de la coalición Mesa de la Unidad Democrática que reconoce a tal organización como partido político, inhabilitando a tal formación como solicitante del referéndum revocatorio, según palabras del alcalde, en virtud de lo contenido en el artículo 27 de la Ley de Partidos Políticos, Reuniones Públicas y Manifestaciones (LPPRPM), dado que, a juicio de los dirigentes del oficialismo venezolano, la oposición habría incurrido en "el fraude más grande que haya conocido la historia venezolana" en referencia directa a las 600 mil actas de manifestación de voluntad inhabilitadas por el CNE para el proceso de validación, que desde el punto de vista del GPP y el PSUV constituirían actas falsificadas deliberadamente por la MUD constituyendo un acto de "fraude a la Constitución". Minutos después las declaraciones de Rodríguez fueron respondidas por el representante de la MUD ante el CNE Juan Carlos Caldera para quien las denuncias del PSUV carecían de fundamento, y aprovechó para increpar al poder electoral de imponer celeridad en la conclusión de la fase de promoción. A juicio de juristas y expertos, entre ellos el exrector del CNE Vicente Díaz, el CNE carecería de la potestad para inhabilitar a la MUD como habría solicitado el PSUV en representación de Jorge Rodríguez, entre otras razones por no incurrir en ninguna de las faltas previstas por el artículo 32 de la LPPRPM, y que ello no afectaría en teoría el referéndum revocatorio, pues la inhabilitación solo podría ser efectiva después de un juicio formal ante el TSJ.
Finalmente, en altas horas de la tarde del 26 de julio, la Junta Nacional Electoral (JNE) hizo entrega formal del informe final de la auditoría al proceso de validación de la fase de promoción de convocatoria del referéndum revocatorio ante la Comisión de Participación Política y Financiamiento (COPAFI) presidida por el rector Luis Emilio Rondón, quien en sus cuentas de redes sociales se comprometió a convocar el estudio del informe ante la COPAFI para el día siguiente a las 11:00. En una nota de prensa publicada en la página oficial del CNE firmada por la rectora Tibisay Lucena se informaba que la reunión de la COPAFI no se había realizado el 26 de julio como se tenía comprometido dadas las horas en que había sido entregado el informe (16:00 aproximadamente) y que tras ser remitido por el COPAFI el informe sería revisado por el directorio del CNE para el lunes 1 de agosto. En la nota de prensa la rectora Lucena aprovechó para recordar ante la opinión pública que de suscitarse "alteraciones del orden público" el proceso de convocatoria sería interrumpido por el Poder Electoral, en directa referencia a las movilizaciones a nivel nacional anunciadas por la oposición, a juicio de la rectora impulsadas por "falsas matrices de opinión". De acuerdo a expertos en la normativa electoral no existiría ninguna justificación técnica para el aplazamiento de la entrega del aval administrativo que reconociese a la MUD como convocante del referéndum revocatorio (proceso con el que culmina la fase de promoción) hasta el 1 de agosto, por lo que el CNE incurriría en un retardo en la convocatoria del referendo. Paralelamente el gobernador pesuvista de Carabobo Francisco Ameliach en su programa semanal de radio transmitido por la Radio Nacional de Venezuela (RNV, principal emisora de radio estatal de Venezuela) declaró en su posición como Vicepresidente de Organización y Política Electoral del PSUV que el CNE según su reglamento tenía un lapso de 30 días para responder a la solicitud del partido de anular la condición de la MUD de partido político, dando a entender que, a su juicio, la MUD no debería ser considerado un partido legalizado dado el presunto fraude que le atribuye el chavismo.
Ante el presunto retardo del CNE para completar la fase de promoción la MUD convocó a una nueva serie de manifestaciones populares a nivel nacional hacia las sedes del CNE a nivel regional para el 27 de julio para exigir la convocatoria y definición de las fechas para el proceso de participación. Las vías principales de Caracas y las sedes regionales del CNE en diferentes regiones del país fueron militarizadas con fuertes contingentes de la GNB y la PNB para impedir el acceso a las mismas de los manifestantes opositores. El fuerte piquete militar/policial impidió el paso de la marcha principal convocada en Caracas desde la urbanización Bello Monte en la avenida Libertador, impidiendo su paso a la oficina nacional del CNE, por lo que el rector Luis Emilio Rondón acudió personalmente hacia la manifestación donde recibió de parte de los dirigentes Henry Ramos Allup y Jesús Torrealba un documento en donde se exhortaba al CNE de anunciar la fecha para el proceso de participación, a lo que el rector Rondón se comprometió de manera personal a remitir el comunicado ante el pleno del poder electoral y que el mismo tendría "a más tardar" una respuesta sobre el proceso de participación para el lunes 1 de agosto, al tiempo que aprovechó a informar a la opinión pública que el informe sobre la auditoría del proceso de validación había sido aprobado por unanimidad por el COPAFI.
Estando prevista la presentación del informe de la auditoría del proceso de validación para el lunes 1 de agosto, el Ministerio del Poder Popular para la Comunicación e Información (MINCI) divulgó de manera oficial en la mañana de dicho día que la presidenta del poder electoral rendiría una rueda de prensa programada para las 4:00 PM en la sede nacional del CNE, lo que generó intensas expectativas en la dirigencia opositora. Sin que aún tuviese lugar la referida rueda de prensa y mientras la sala plena del CNE discutía en reunión ordinaria los detalles del informe, el alcalde y líder del Comité del PSUV para la revisión de la convocatoria del referéndum revocatorio Jorge Rodríguez se dirigió al poder electoral en nombre del partido para notificar al ente comicial que el oficialismo había dirimido ante tribunales un aproximado de 8 mil 600 denuncias formales sobre presuntas usurpaciones de identidad por parte de la MUD durante la recolección de firmas del 27 de abril a fin de buscar que el poder electoral ratificara la nulidad del proceso de convocatoria, mientras que a su salida de la reunión con la rectoría del CNE Rodríguez opinó que el proceso de referéndum estaba "legalmente muerto", declaraciones que suscitaron numerosas reacciones de rechazo por parte de dirigentes de la Mesa de la Unidad por medios de comunicación digitales, y posteriormente serían también rechazadas por el rector principal del CNE Luis Emilio Rondón.
Finalmente tras un debate de más de tres horas entre los rectores del poder electoral, la rectora Tibisay Lucena rindió la rueda de prensa ante los medios de comunicación aproximadamente a las 19:30 en la que tras hacer recuento de los procesos administrativos hasta ese momento suscitados en el proceso de convocatoria, confirmó que como había sido divulgado semanas antes por la oposición, el poder electoral contabilizó una coincidencia de 399 mil validaciones efectivas de las más de 407 mil que fuesen emitidas en la semana del 20 al 24 de julio, superando en todas las 24 regiones administrativas del país la meta del 1 % del padrón electoral regional, notificando paralelamente que entre las validaciones destacadas se cuantificaban 1326 registros biométricos no coincidentes con la base de datos del CNE y 198 validaciones ejercidas en más de una ocasión, dando a saber que dichas irregularidades serían incluidas en el informe final sobre la fase de promoción, y que tales datos serían remitidos a la Fiscalía de la República para las averiguaciones correspondientes.
Aunque la rectora Lucena dio por terminada la rueda de prensa sin aceptar preguntas de los periodistas sobre dudas pendientes, expertos como el exrector Vicente Díaz expresaron que el reconocimiento de la recolección del 1 % del registro electoral nacional ratificaba a la MUD como solicitante del referéndum, y que la misma disponía de 2 días hábiles para retirar el informe que la sustentara con dicha categoría para con el mismo hacer la solicitud formal para la convocatoria de la fase de participación. La MUD efectivamente retiró el acta de solicitante el 2 de agosto en manos de su representante ante el CNE Juan Carlos Caldera, quien presentó la constancia ante los medios de comunicación en las adyacencias de la oficina nacional del CNE.

## Resultados de la fase de promoción
| Región            | Registro electoral | 1% requerido | Firmas    | Firmas      | Validaciones | Validaciones | % de firmas validadas     |
| Región            | Registro electoral | 1% requerido | Remitidas | Habilitadas | Emitidas     | Ratificadas  | % de firmas validadas     |
| ----------------- | ------------------ | ------------ | --------- | ----------- | ------------ | ------------ | ------------------------- |
| Amazonas          | 102 558            | 1026         | 5721      | 3877        | 2118         | No divulgado | {\displaystyle \leq }2,08 |
| Estado Anzoátegui | 1 050 130          | 10 501       | 74 908    | 50 209      | 16 614       | No divulgado | {\displaystyle \leq }1,58 |
| Apure             | 328 713            | 3287         | 32 914    | 20 962      | 7066         | No divulgado | {\displaystyle \leq }1,97 |
| Aragua            | 1 202 514          | 12 025       | 140 258   | 99 851      | 23 836       | No divulgado | {\displaystyle \leq }1,98 |
| Barinas           | 553 177            | 5532         | 57 618    | 41 404      | 10 916       | No divulgado | {\displaystyle \leq }2,15 |
| Bolívar           | 968 603            | 9686         | 111 179   | 77 931      | 20 164       | No divulgado | {\displaystyle \leq }2,09 |
| Carabobo          | 1 547 933          | 15 479       | 204 221   | 141 537     | 24 547       | No divulgado | {\displaystyle \leq }1,59 |
| Cojedes           | 236 108            | 2361         | 26 337    | 16 835      | 6231         | No divulgado | {\displaystyle \leq }2,63 |
| Delta Amacuro     | 117 095            | 1711         | 6044      | 3919        | 1823         | No divulgado | {\displaystyle \leq }1,52 |
| Distrito Capital  | 1 634 316          | 16 343       | 153 380   | 97 987      | 27 750       | No divulgado | {\displaystyle \leq }1,69 |
| Falcón            | 662 599            | 6626         | 31 788    | 22 612      | 10 753       | No divulgado | {\displaystyle \leq }1,62 |
| Guárico           | 521 083            | 5211         | 52 270    | 35 783      | 13 459       | No divulgado | {\displaystyle \leq }2,59 |
| Lara              | 1 249 155          | 12 492       | 91 168    | 65 379      | 26 560       | No divulgado | {\displaystyle \leq }2,12 |
| Mérida            | 594 568            | 5945         | 104 192   | 75 502      | 14 714       | No divulgado | {\displaystyle \leq }2,48 |
| Miranda           | 2 039 915          | 20 399       | 243 888   | 173 482     | 75 246       | No divulgado | {\displaystyle \leq }3,69 |
| Monagas           | 620 530            | 6205         | 45 668    | 31 512      | 11 784       | No divulgado | {\displaystyle \leq }1,9  |
| Nueva Esparta     | 344 794            | 3448         | 52 195    | 36 299      | 4366         | 4239         | 1,23                      |
| Portuguesa        | 600 777            | 6008         | 41 317    | 29 162      | 13 039       | No divulgado | {\displaystyle \leq }2,17 |
| Sucre             | 643 626            | 6436         | 44 697    | 32 009      | 12 654       | No divulgado | {\displaystyle \leq }1,97 |
| Táchira           | 829 233            | 8292         | 74 277    | 52 039      | 17 999       | No divulgado | {\displaystyle \leq }2,17 |
| Trujillo          | 524 918            | 5249         | 55 685    | 40 523      | 13 460       | No divulgado | {\displaystyle \leq }2,58 |
| Vargas            | 274 466            | 2745         | 23 716    | 14 728      | 6421         | No divulgado | {\displaystyle \leq }2,34 |
| Yaracuy           | 424 862            | 4249         | 44 300    | 29 365      | 9121         | No divulgado | {\displaystyle \leq }2,15 |
| Zulia             | 2 399 066          | 23 991       | 231 543   | 162 145     | 38 819       | No divulgado | {\displaystyle \leq }2,64 |
| Nacional          | 19 470 739         | 194 708      | 1 957 779 | 1 352 052   | 409 393      | 399 412      | 2,05                      |
| Fuentes:          |                    |              |           |             |              |              |                           |